# Simon Silvén
Simon Silvén (tidigare Jylkkä), född 11 augusti 1747 i Kalajoki, död 29 april april 1798 i Kalajoki, var byggmästare, bonde och kyrkobyggmästare i östra rikshalvan. Hans far var kyrkobyggmästaren Matts Jylkkä.
Simon Silvén deltog åtminstone i faderns byggande av Kärsämäki kyrka 1765 innan han inledde sin självständiga verksamhet. Silvéns första egna arbeta var klockstapeln vid Nurmes kyrka 1773. Den utfördes i typisk österbottnisk stil i tre avsatser. 
Silvéns första kyrkbygge var Sievi kyrka som stod klar år 1775, men revs på 1860-talet. Det påstås att Piippola kyrka från 1771 också skulle vara byggd av honom men det har inte kunnat bekräftas.
Kyrkorna på Maakalla och i Ullava avviker från en traditionell kyrkobyggnad genom sina långa sidoväggar och sin åttakantiga form. Kyrkan i Ullava har dessutom förstärkts med strävpelare. Trots den avvikande formen är kyrkorna typiska för 1700-talets folkliga kyrkoarkitektur i Österbotten. Hans viktigaste arbeten är ändå ritningarna till några korskyrkor som Överintendentsämbetet i Stockholm har korrigerat. Byggmästaren har sedan förverkligat kyrkorna i den riktning de ändrade ritningarna antydde. Av klockstaplarna representerar den i Nurmes en typisk tredelad renässans klockstapel i österbottnisk stil medan den i Saloinen är en smäcker blandning av sydvästfinsk och österbottnisk tradition.

## Klockstaplar
- Nurmes kyrka 1773
- Saloinen

## Kyrkor
- Piippola kyrka (1771)
- Sievi kyrka (1775) riven på 1860-talet
- Gustav Adolfs kyrka (1779, Idensalmi gamla kyrka)
- Maakalla kyrka (1780, kallas också Kallankari kyrka)
- Kalajoki kyrka (1780-81) brann 1808. Kyrkan är troligen hans arbete
- Merijärvi kyrka (1781)
- Lovisa kyrka (1783) brann 1855
- Ullava kyrka (1783)
- Pihtipudas kyrka (1783)[3]
- Haapavesi kyrka (1784, förstörd i brand 1981)
- Vihanti kyrka (1784)
- Frantsila kyrka (1785)
- Alavieska kyrka (1795,förstörd i brand 1916)
- Pielavesi kyrka (1797) riven 1882
- Rautio kyrka (1800)
- Nivala kyrka (1802)